# Bogdanovica
Bogdanovica (izvirno srbsko Богдановица) je naselje v Srbiji, ki upravno spada pod Občino Ub; slednja pa je del Kolubarskega upravnega okraja.

## Demografija
V naselju, katerega izvirno (srbsko-cirilično) ime je Богдановица, živi 244 polnoletnih prebivalcev, pri čemer je njihova povprečna starost 34,7 let (35,5 pri moških in 34,0 pri ženskah). Naselje ima 104 gospodinjstev, pri čemer je povprečno število članov na gospodinjstvo 3,35.
To naselje je, glede na rezultate popisa iz leta 2002, večinoma srbsko.
|  |

| Demografija | Demografija     | Demografija     |
| Leto        | Št. prebivalcev | Št. prebivalcev |
| ----------- | --------------- | --------------- |
|             |                 |                 |
|             |                 |                 |
|             |                 |                 |
|             |                 |                 |
| 1948        | 536             |                 |
| 1953        | 440             |                 |
| 1961        | 427             |                 |
| 1971        | 574             |                 |
| 1981        | 665             |                 |
| 1991        | 738             | 606             |
| 2002        | 587             | 348             |
|             |                 |                 |

| Etnična sestava po popisu iz leta 2002 | Etnična sestava po popisu iz leta 2002 | Etnična sestava po popisu iz leta 2002 | Etnična sestava po popisu iz leta 2002 | Etnična sestava po popisu iz leta 2002 |
| -------------------------------------- | -------------------------------------- | -------------------------------------- | -------------------------------------- | -------------------------------------- |
| Srbi                                   | Srbi                                   |                                        | 310                                    | 89,08%                                 |
| Romi                                   | Romi                                   |                                        | 38                                     | 10,91%                                 |
| Neznano                                | Neznano                                |                                        | 0                                      | 0,0%                                   |